# Nāḩiyat Markaz al Ḩasakah
Nāḩiyat Markaz al Ḩasakah (arabiska: ناحية مركز الحسكة) är ett subdistrikt i Syrien.   Det ligger i provinsen al-Hasakah, i den nordöstra delen av landet, 500 km nordost om huvudstaden Damaskus.
Trakten runt Nāḩiyat Markaz al Ḩasakah är ofruktbar med lite eller ingen växtlighet. Runt Nāḩiyat Markaz al Ḩasakah är det ganska tätbefolkat, med 179 invånare per kvadratkilometer.